# Агніхотра
Агніхотра (санскр. अग्निहोत्र, agnihotra IAST) — ведичний ритуал, який проводиться ортодоксальними індусами.
Перші згадки про агніхотру містяться на «Атхарва-веді» (АВ VI, 97, 1) (за словником Моньє-Вільямса), хоча зливання у священний вогонь відомо ще з часів «Рігведи». Детальний опис ритуалу є у «Яджур-веді» і «Шатапатха-брахмані». Існує спрощена версія агніхотри, викладена в гріха-сутрах і пізніших творах, де їй надається містичне значення. Ведична форма ритуалу все ще практикується брахманами — намбудірі в Кералі і малим числом брахманів-вайдікі в Південній Індії, а також у Непалі.
У «Ману-смріті» говориться, що агніхотра не може проводитися дівчатами, молодими жінками, дурними або недосвідченими людьми, так само як хворими і непосвяченими. Агніхотра ж у сучасній своєї версії може проводитися людьми обох статей і будь-якого походження.
Основна частина агніхотри складається з здійснення двох приношень прямо під час світанку і заходу, або ж незадовго до них чи навіть після, разом з читанням ведичних мантр, які пов'язують вогонь і сонце разом. Це охороняє сонце від ночі, згідно з однією з інтерпретацій ритуалу, викладених в самхітах і брахманах. Піднесення в сучасній агніхотрі складаються з двох пучок сирих рисових зерен, змішаних з деякою кількістю ДХІ. У цю суміш, розділену на дві рівні частини, поступово додають вогню. Сам вогонь розводять з висушеного коров'ячого посліду в спеціальній мідній посудині. Перед вечірньою агніхотрою з посудини ретельно прибирається попіл, що залишився після ранкової процедури. Цей маленький обряд супроводжується великою кількістю додаткових дій і є наслідком культу трьох (або п'яти) священних вогнів.
Агніхотра буває нітья, яка відбувається постійно, і Камья, яка відбувається за бажанням.